# Michael Pittman Jr.
Michael Pittman Jr, född 5 oktober 1997 i Bakersfield, Kalifornien, USA, är en amerikansk fotbollsspelare som spelar för Indianapolis Colts i National Football League (NFL) som wide receiver. Han valdes av Colts i den andra rundan av NFL-draften 2020 som 34:e spelare totalt.

## Uppväxt och high school
Pittman växte upp i södra Kalifornien och gick på Valencia High School. Han gick sedan över till Oaks Christian School i Westlake Village för sitt andra-, junior- och seniorår. Som senior tog han emot 81 passningar från totalt 1 990 yards och noterade för 24 touchdowns. I den sista matchen av sin high schoolkarriär tog Pittman emot 16 passningar för totalt 354 yards och gjorde fem touchdowns.

## Collegekarriär
Pittman spelade College fotboll hos USC Trojans, en skola belägen i Los Angeles, Kalifornien. Efter att han imponerat under sina tre säsonger hos skolan började flera NFL-klubbar bli intresserade. Pittman från exempelvis vid flera rankningar spådde att gå i första rundan av NFL-draften 2020. I sitt sista år på college tilldelades han Fred Biletnikoff, ett pris som gavs ut till den mest utomstående receivern. Han fick även priset Pop Warner som gavs till den spelare som haft mest inflytande såväl på som utanför planen.

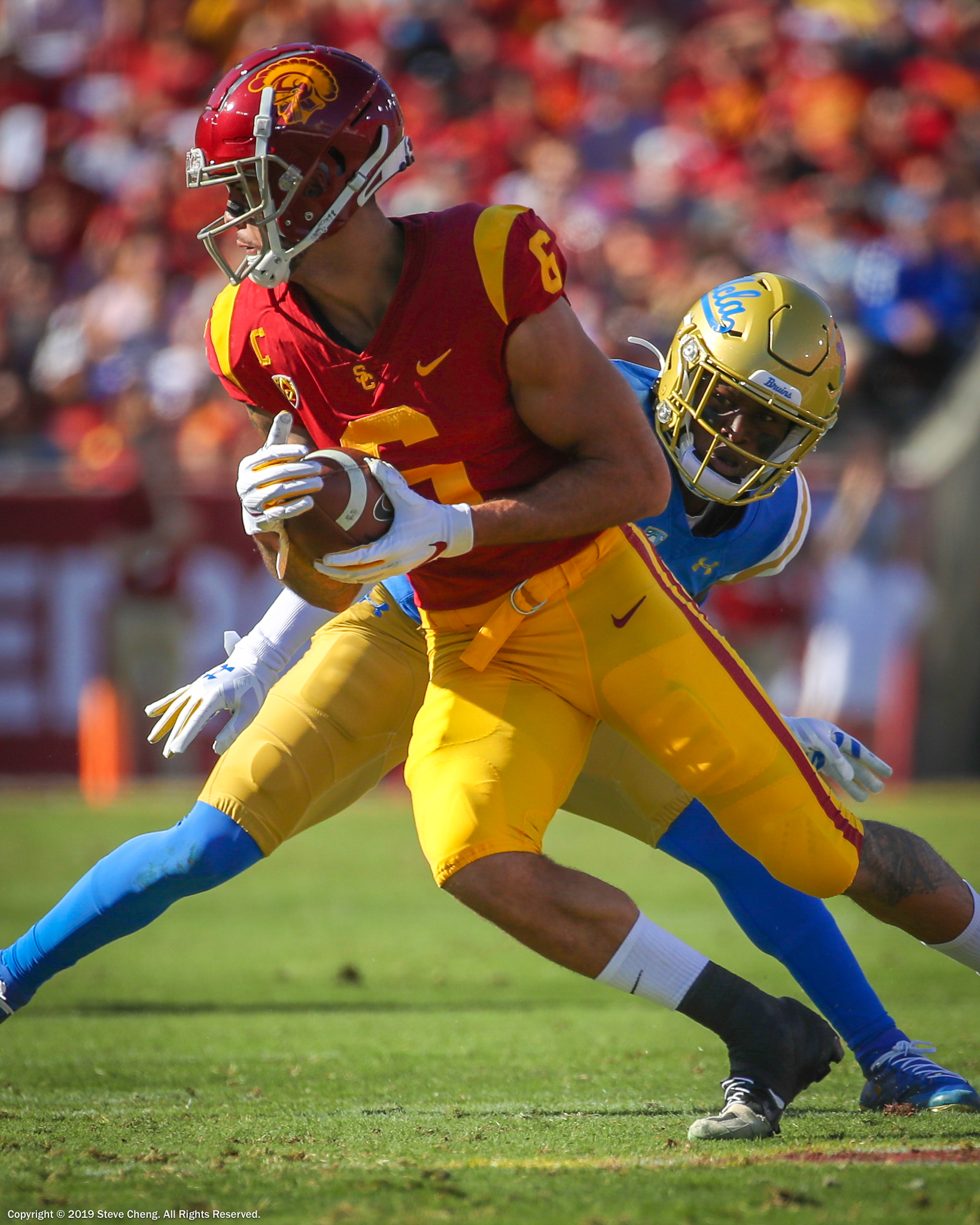
Pittman i USC, 2019

## Proffskarriär
Pittman valdes av Indianapolis Colts i den andra omgången som 34:e totalt i 2020 NFL Draft. Pittman gjorde sin professionella debut den 13 september 2020 mot Jacksonville Jaguars och tog emot två passningar på tio yards i en match man förlorade med 27–20. Han placerades på skadelistan i oktober 2020 på grund av problem med vaden, men kom sedan tillbaka den 31 oktober 2020. I vecka 9 mot Baltimore Ravens tog han emot 4 passningar på 56 yard i en 24–10 förlust. Han hade sin första 100-yard-match med sju mottagningar i en 34–17-seger mot Tennessee Titans i vecka 10. Han var den första Colts rookie som hade 100 mottagaryards under en match sedan Donte Moncrief 2014. I vecka 11 mot Green Bay Packers tog Pittman emot 3 passningar på 66 yards och noterade för hans första touchdown i proffs karriären 34–31 seger. Pittman avslutade sin rookiesäsong med 40 fångster på totalt 503 yards.

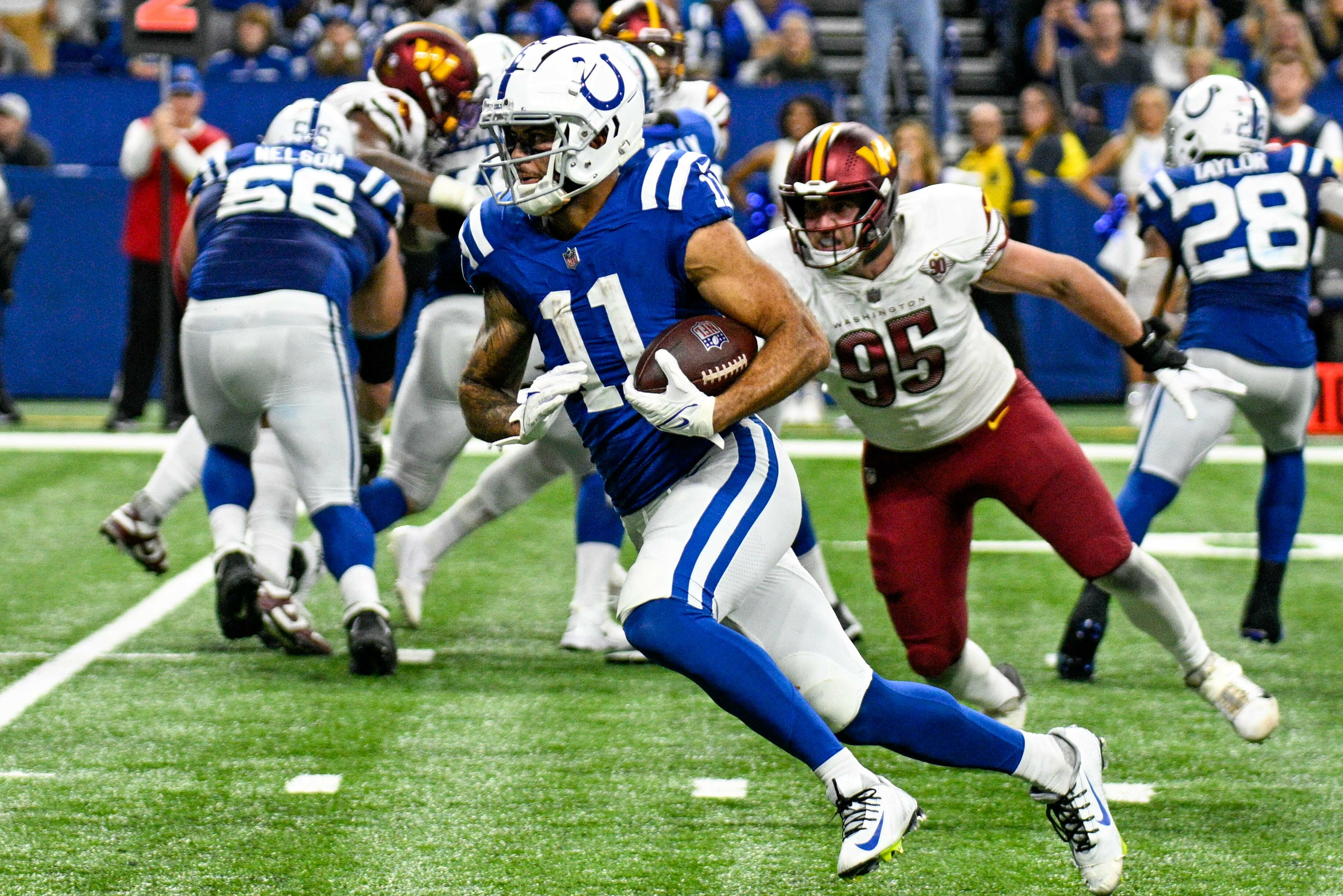
Pittman spelar för Colts under en match mot Washington Commanders, 2022

## NFL-statistik

### Grundserie
| År      | Lag     | Matcher | Matcher | Receiving | Receiving | Receiving | Receiving | Receiving | Rushing | Rushing | Rushing | Rushing | Rushing | Fumbles | Fumbles |
| År      | Lag     | GP      | GS      | Rec       | Yds       | Avg       | Lng       | TD        | Att     | Yds     | Avg     | Lng     | TD      | Fum     | Lost    |
| ------- | ------- | ------- | ------- | --------- | --------- | --------- | --------- | --------- | ------- | ------- | ------- | ------- | ------- | ------- | ------- |
| 2020    | IND     | 13      | 8       | 40        | 503       | 12.6      | 45        | 1         | 3       | 26      | 8.7     | 21      | 0       | 0       | 0       |
| 2021    | IND     | 17      | 17      | 88        | 1,082     | 12.3      | 57        | 6         | 5       | 44      | 8.8     | 25      | 0       | 1       | 0       |
| 2022    | IND     | 16      | 16      | 99        | 925       | 9.3       | 28        | 4         | 3       | 30      | 10.0    | 19      | 0       | 2       | 0       |
| Karriär | Karriär | 46      | 41      | 227       | 2,510     | 11.1      | 57        | 11        | 11      | 100     | 9.1     | 25      | 0       | 3       | 0       |

### Slutspel
| År      | Lag     | Matcher | Matcher | Receiving | Receiving | Receiving | Receiving | Receiving | Rushing | Rushing | Rushing | Rushing | Rushing | Fumbles | Fumbles |
| År      | Lag     | GP      | GS      | Rec       | Yds       | Avg       | Lng       | TD        | Att     | Yds     | Avg     | Lng     | TD      | Fum     | Lost    |
| ------- | ------- | ------- | ------- | --------- | --------- | --------- | --------- | --------- | ------- | ------- | ------- | ------- | ------- | ------- | ------- |
| 2020    | IND     | 1       | 1       | 5         | 90        | 18        | 32        | 0         | 1       | 11      | 11.0    | 11      | 0       | 1       | 0       |
| Karriär | Karriär | 1       | 1       | 5         | 90        | 18        | 32        | 0         | 1       | 11      | 11.0    | 11      | 0       | 1       | 0       |